# Sonja Polligkeit
Sonja Polligkeit (* 16. Dezember 1977 in Esslingen am Neckar) ist eine Filmemacherin, Autorin und Musikerin.

## Wirken
Sonja Polligkeit studierte an der Universität Tübingen Kunstgeschichte und Rhetorik. Drehbuch studierte sie an der Deutschen Film und Fernsehakademie Berlin (dffb).
Spielfilme, Dokumentarfilme, Theaterstücke, Social Spots und Prosa gehören zu ihrem Repertoire. Neben den Arbeiten für Leinwand und Screen hat sie Theater- und Bühnenerfahrung auf Kampnagel und im Thalia Theater Nachtasyl.
Ihre Filme wurden bislang  in Europa und Kanada beispielsweise auf dem Edinburgh Film Festival, dem Montreal Film Festival, dem NexT Film Festival Bukarest und den Vienna Independent Shorts gezeigt.
Polligkeit tritt neben ihrem filmischen Schaffen auch als Musikerin und Komponistin in Erscheinung. Am 7. Juli 2017 veröffentlichte das Kölner Label Karaoke Kalk Sonja Polligkeits Song Agora Fica auf dem Sampler „Jeff Özdemir & Friends Vol. 2“. Neben Kooperationen mit anderen Musikern gründete Sonja Polligkeit 2015 ihr Soloprojekt „La Polligkeit“.
Sonja Polligkeit ist Mitglied bei ProQuote Regie. 

## Filmographie
- 2013: Blur Blue (Darsteller, Regie, Drehbuch, Schnitt, Produzent)
- 2013: Nur 2 cm (Drehbuch)